# Gyrðir Elíasson

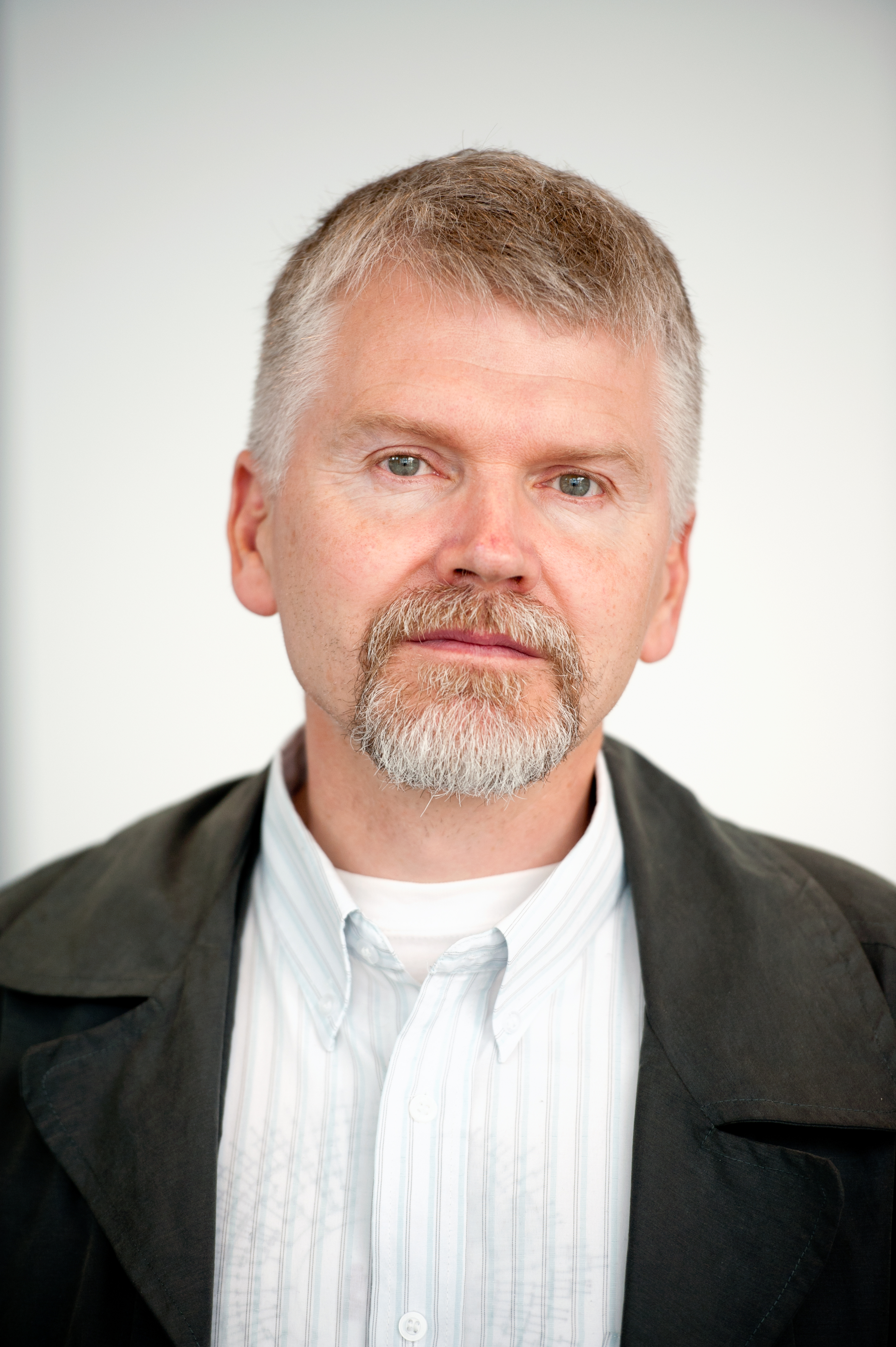
Gyrðir Elíasson

Gyrðir Elíasson född 4 april 1961 i Reykjavik, är en isländsk författare och översättare.
Han påbörjade en lärarutbildning men efter debuten med diktsamlingen Svarthvit axlabönd 1983 har han helt ägnat sig åt sitt författarskap. Som översättare har han bland annat översatt verk av Richard Brautigan och William Saroyan till isländska. 
Gyrðir tilldelades 2011 nordiska rådets litteraturpris för sin novellsamling Bland träden.